# Francis Steinmetz
Franciscus Steinmetz (Batavia, 20 september 1914 – Maastricht, 2 januari 2006) was een Nederlands militair.
Hij begon zijn loopbaan bij de Koninklijke Marine in 1932. Hij diende onder andere op een onderzeeboot in Nederlands-Indië. Ten tijde van de Duitse inval in Nederland in mei 1940 was hij gelegerd in Amsterdam, waar hij krijgsgevangen gemaakt werd. Steinmetz behoorde tot de kleine groep van officieren die weigerden de erewoordverklaring te ondertekenen waarin stond dat zij zouden afzien van handelingen tegen de Duitsers. Na twee succesvolle ontsnappingen werd hij "deutschfeindlich" verklaard en overgebracht naar het krijgsgevangenenkamp Sonderlager IVC, beter bekend als Colditz.

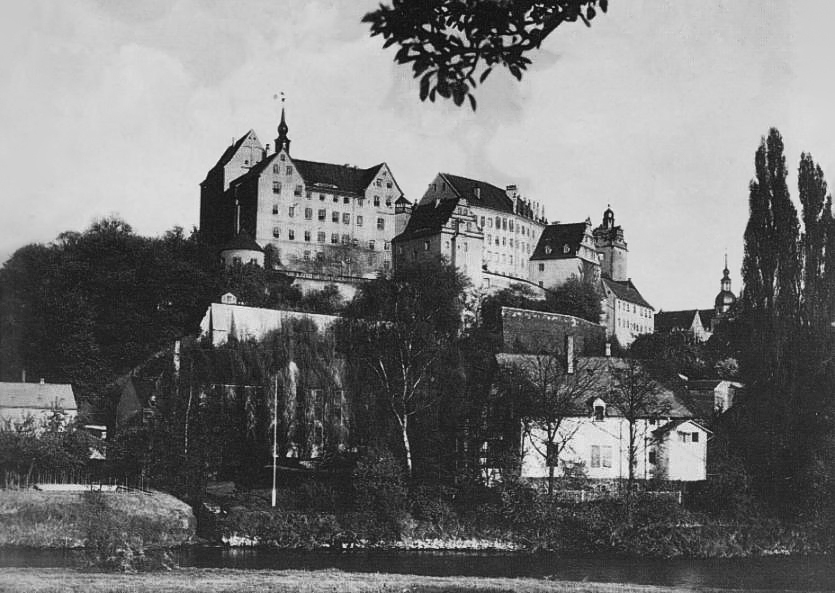
Slot Colditz (gevangenis) (1945)

Samen met luitenant ter zee Hans Larive slaagde hij erin, in augustus 1941, op spectaculaire wijze uit het Colditz te ontsnappen: Britse soldaten speelden een rugbywedstrijd en vormden een scrum. De twee Nederlandse officieren kropen daaronder in een gat in de grond, waar zij zich uren verborgen hielden. Zij wisten daarna het kamp te ontvluchten. De volgende dag bereikten zij bij Gottmadingen de Zwitserse grens. Via Zwitserland en Spanje arriveerden Larive en Steinmetz op 4 november in Gibraltar. Zij voeren vervolgens naar Londen aan boord van de onderzeeboot Hr. Ms. O 21 en arriveerden daar op 7 december 1941.
In Engeland werd hij ingezet op torpedoboten. Hij vocht onder andere in de wateren bij Australië en keerde in 1946 in Nederland terug. Daar was hij drie jaar lang adjudant van prins Bernhard. Daarna was hij tot zijn pensioen in 1960 kapitein van een aantal mijnenjagers.
Na zijn marinetijd werkte hij in Milaan als vertegenwoordiger van een Deense producent van ventilatoren. In 1979 verhuisde hij naar Somerset. Ook hield hij zich bezig met genealogie; hij publiceerde een boek over een voorouder en werkte aan een tweede boek, over een andere voorouder, die in 1813 had deelgenomen aan gevechten tegen de Fransen bij het ontzetten van Breda.
Op 2 september 1942 ontving hij het Bronzen Kruis
Steinmetz overleed op 91-jarige leeftijd.